# Alfred Krings
Alfred Krings (Neuss, 22 de outubro de 1924 — Colônia, 11 de abril de 1987) foi um musicólogo, professor e produtor musical alemão de destacada atuação no movimento de revivalismo da música antiga.

## Carreira
Estudou na Universidade de Colônia com Karl Gustav Fellerer, o que abriu seu caminho até a rádio estatal Westdeutscher Rundfunk (WDR) de Colônia, para a qual passou a trabalhar como produtor de programas radiofônicos e gravações. Seu interesse por compositores esquecidos, e sua habilidade como comunicador ao fazer a apresentação dos programas, chamaram a atenção dos diretores da rádio, assumindo crescentes responsabilidades.
Como produtor e gerente-geral da WDR, foi um dos pioneiros no movimento de reconstrução da música antiga, estimulando os músicos a experimentar em estilos históricos, produzindo discografia e transmissões radiofônicas. Desde antes de 1951 organizava workshops de interpretação e produzia programas onde apresentava ao público músicos interessados no revivalismo. Fundou a orquestra Capella Coloniensis em 1954 e pouco depois o Collegium Musicum e o Collegium Aureum. Participou da criação da gravadora Harmonia Mundi, da qual foi produtor e diretor artístico. Recrutou para as orquestras da rádio intérpretes talentosos como Franzjosef Maier, Bob van Asperen, Gustav Leonhardt, Hans-Martin Linde, Reinhard Goebel e os irmãos Kuijken, foi responsável pelas primeiras gravações de muitos artistas que se tornaram referências na música antiga, além de patrocinar diversos outros grupos de câmara. Sob sua atuação a WDR se tornou em 1976 a primeira emissora do mundo a estabelecer um departamento permanente voltado para a música antiga, assumindo a chefia da programação.
Ao mesmo tempo, procurou divulgar a música folclórica alemã e internacional, expandindo suas atividades de forma notável ao assumir o Departamento de Música Folclórica da WDR em 1968. Essa iniciativa tinha um lado empresarial, sendo lançada como uma maneira de diversificar a programação, mas também um importante lado cultural, entendendo a necessidade de recuperar a história dos povos e mantê-la viva. Os programas que organizou neste departamento resgataram muitas composições antigas e estimularam gravações e a pesquisa especializada, exercendo um impacto positivo em países do Mediterrâneo e na União Soviética. Também procurou fazer com que a WDR expandisse suas atividades para fora dos estúdios, organizando concertos ao vivo em Colônia e várias outras cidades, onde incluiu música contemporânea. Além disso, dirigiu o festival Dias da Nova Música de Câmara em Witten, ressuscitou a Festa Musical do Reno de Düsseldorf, fundou os Dias da Música Antiga em Herne e o abrangente Festival Shostakovich, que foi acompanhado por um simpósio científico, e com Hugo Borger foi um dos idealizadores da Filarmônica de Colônia, embasando-a no conceito de união entre o passado e o presente.
Professor na Escola de Música do Reno, ministrou o Curso de Música Antiga a partir de 1964, introduzindo na Escola os conceitos de reconstrução histórica, combinando teoria e prática. A resposta do público foi tão positiva que em 1966 foi criado um novo departamento na Escola, o Instituto de Música Antiga, quando Krings assumiu sua chefia.
Como musicólogo editou vários volumes de partituras, incluindo madrigais italianos, chansons francesas e corais alemães, escreveu a apresentação dos anais do IV Congresso Internacional de Música de Igreja, e publicou estudos sobre Heinrich Isaac (Zu Heinrich Isaacs Missa Virgo Prudentissima 6 voces), o Codex de Chantilly (Zur Rhythmik einiger Balladen der Handschrift Chantilly 1047), o papel do canto gregoriano na composição de missas entre o período de Johannes Ockeghem até Josquin des Prez (Die Bearbeitung der gregorianischen Melodien in der Messkompositionen vom Ockeghem bis Josquin des Prez, 1951), e as práticas de música sacra da Idade Média e do Renascimento (Zur Aufführung von Kirchenmusik des Mittelalters und der Renaissance). Divulgou a obra de compositores antigos e recentes então pouco conhecidos, como Frescobaldi, Hugo Distler, Ernst Pepping e outros.

## Reconhecimento
As orquestras que fundou se tornaram referência de qualidade e deixaram extensa discografia, e segundo a musicóloga Dorottya Fabian, sua influência no campo da música antiga foi enorme. O crítico James Oestreich o chamou de figura "carismática" e "lendária", e Barthold Kuijken confirmou seu papel de inspirador e sua contribuição inestimável para o movimento. Recebeu o título de professor emérito do governo da Renânia do Norte-Vestfália.
No obituário que escreveu em 1987, Manfred Jenke disse que ele tinha um profundo conhecimento da literatura musical e um senso infalível de autenticidade no que dizia respeito aos padrões sonoros e aos conjuntos que promovia, e seus programas radiofônicos conseguiam combinar educação para a música e educação para a mídia de uma forma muito clara, despretensiosa e compreensível para todos que ouvissem com atenção e não apenas ouvissem. "A proximidade com o público, que Krings sempre buscou, nunca se tornou bajulação ou falsa popularização. Ele sempre se certificou de que as exigências fossem atendidas: tanto sobre os músicos que tocavam quanto o público que ouvia. [...] Alfred Krings, ao mesmo tempo publicitário e músico, aproveitou a oportunidade para criar uma rádio com sabedoria e inteligência. Ele contribuiu para melhorar este mundo — não apenas para embelezá-lo —, e não poupou suas forças neste trabalho".